# Trichogramma gicai
Trichogramma gicai är en stekelart som beskrevs av Pintureau och Stefanescu 2000. Trichogramma gicai ingår i släktet Trichogramma och familjen hårstrimsteklar.
Artens utbredningsområde är:
- Madeira.
- Spanien.

Inga underarter finns listade i Catalogue of Life.